# Bignay
Bignay ist eine französische Gemeinde mit 363 Einwohnern (Stand: 1. Januar 2022) im Département Charente-Maritime in der Region Nouvelle-Aquitaine (vor 2016: Poitou-Charentes); sie gehört zum Arrondissement Saint-Jean-d’Angély und zum Kanton Saint-Jean-d’Angély. Die Einwohner werden Bignaysiens und Bignaysiennes genannt.

## Geographie
Bignay liegt etwa 60 Kilometer ostsüdöstlich von La Rochelle in der Saintonge. Umgeben wird Bignay von den Nachbargemeinden Voissay im Norden, Mazeray im Osten und Südosten, Fenioux im Süden, Taillant im Südwesten sowie Les Nouillers im Nordwesten.

## Bevölkerungsentwicklung
| Jahr                      | 1962 | 1968 | 1975 | 1982 | 1990 | 1999 | 2006 | 2013 | 2019 |
| Einwohner                 | 247  | 237  | 194  | 244  | 312  | 321  | 384  | 435  | 387  |
| Quelle: Cassini und INSEE |      |      |      |      |      |      |      |      |      |

## Sehenswürdigkeiten
Siehe auch: Liste der Monuments historiques in Bignay
- Kirche Saint-Sauveur, seit 1907 als Monument historique klassifiziert
- Schloss Bignay

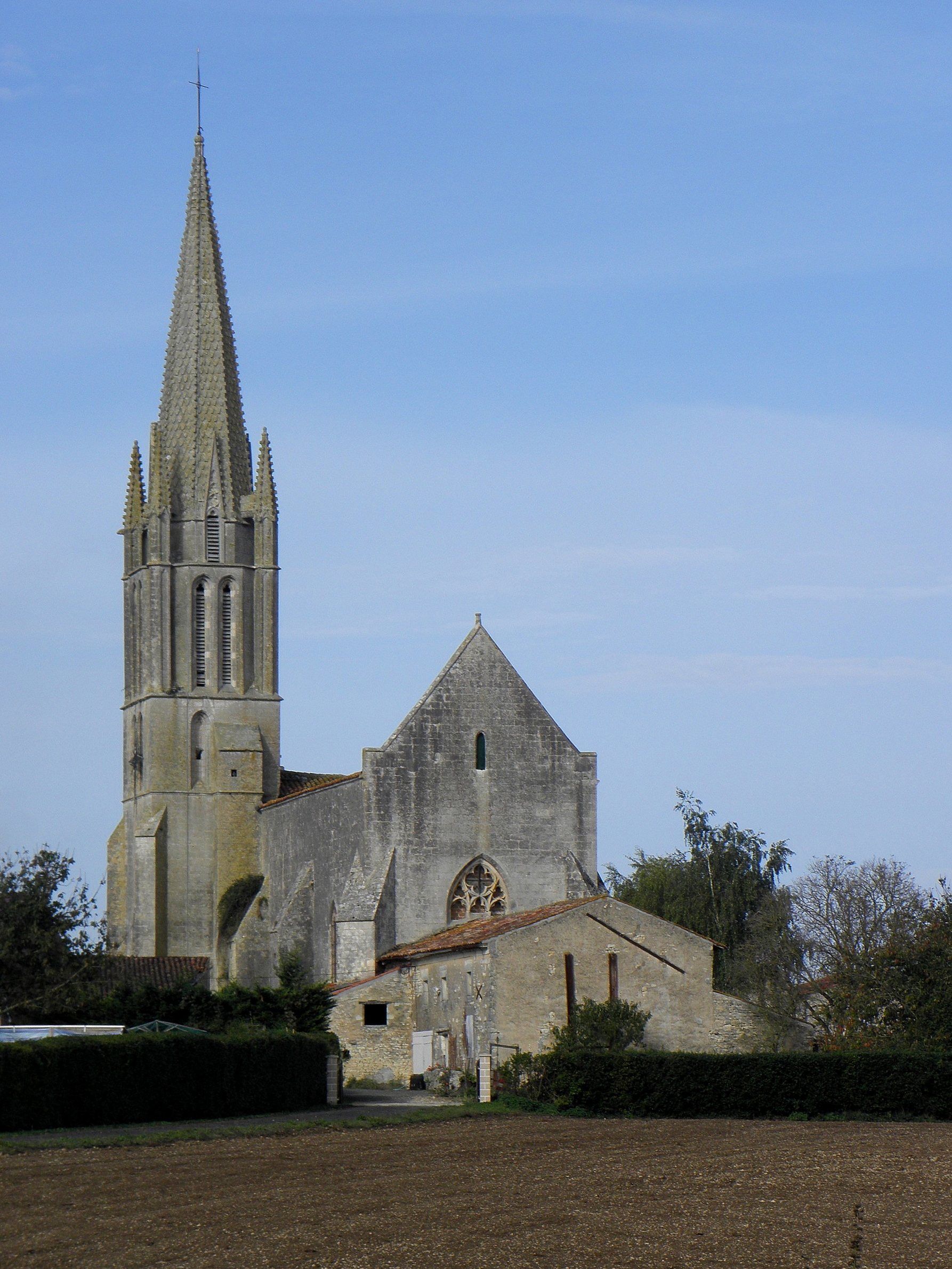
Kirche Saint-Sauveur
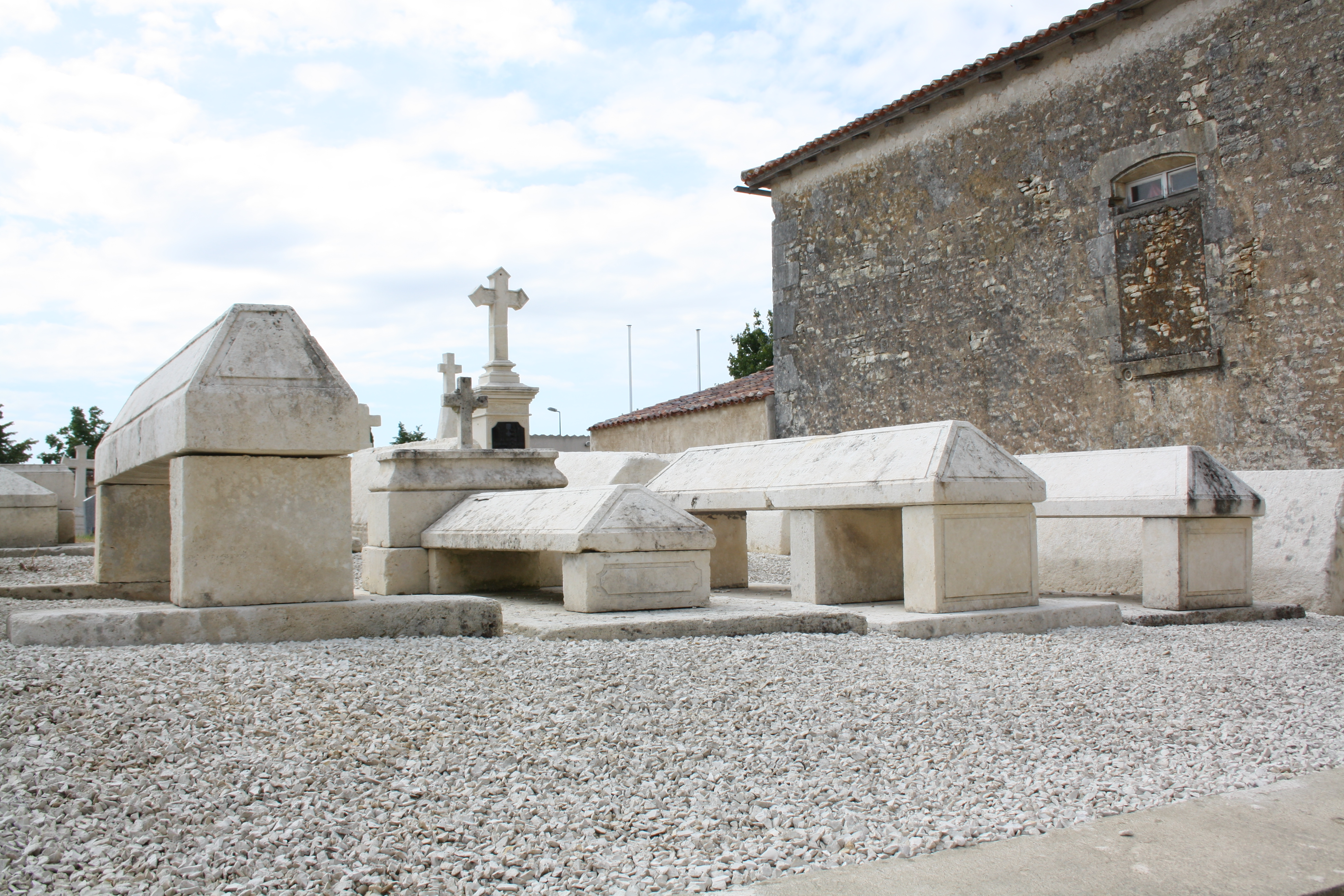
Gräber aus der Karolingerzeit auf dem Friedhof der Kirche Saint-Sauveur
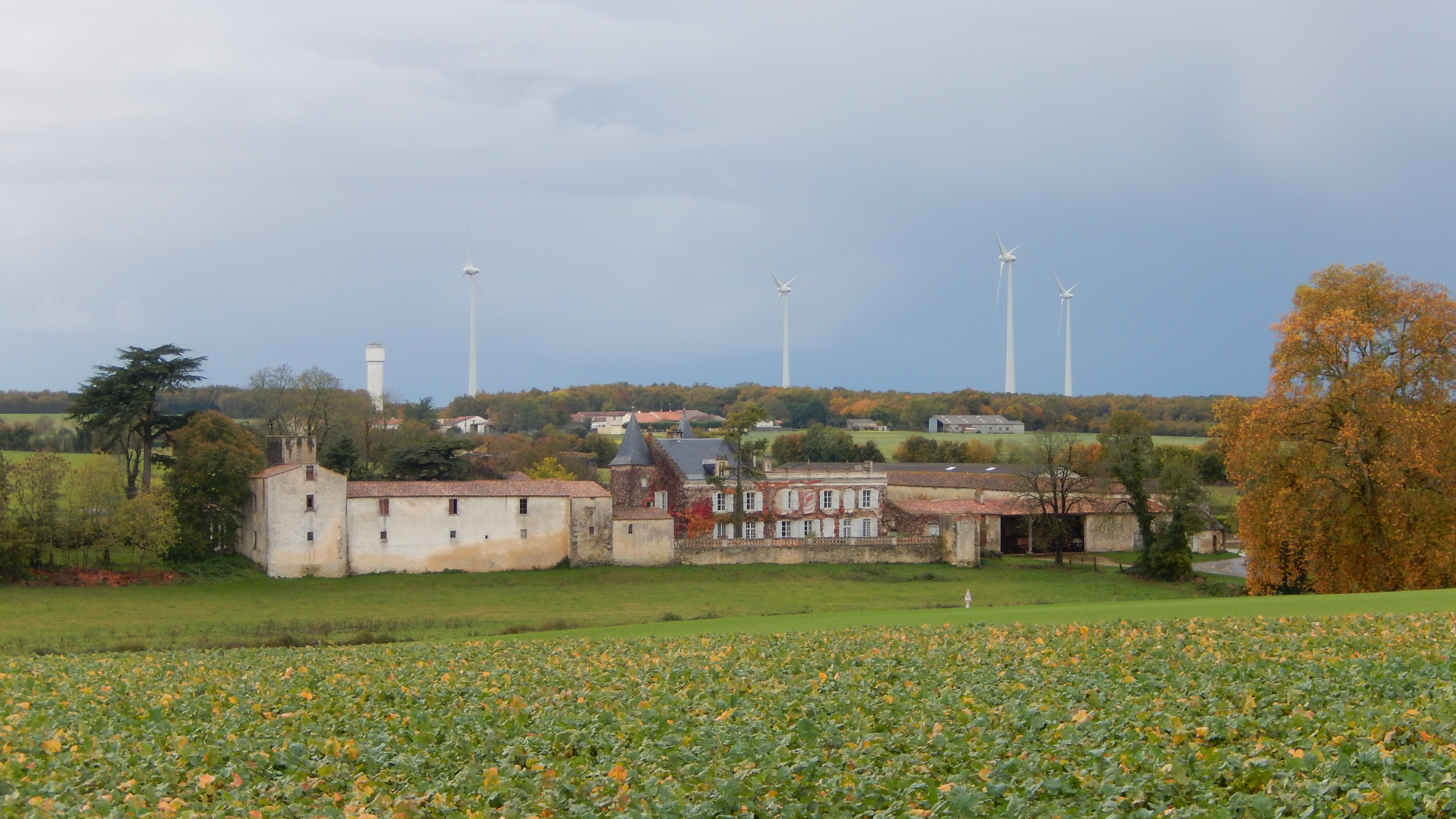
Schloss Bignay